# بیلینگز
بیلینگز (به انگلیسی: Billings) پرجمعیت‌ترین شهر ایالت مونتانا در ایالات متحده آمریکا است.

## جمعیّت
شهر بیلینگز به عنوان پرجمعیّت‌ترین شهر ایالت مونتانا دارای یکصد هزار نفر جمعیت است که با احتساب حومه، جمعیت آن تا مرز ۱۸۰٬۰۰۰ نفر می‌رسد.

## تقسیمات اداری
بیلینگز مرکز شهرستان یلووستون در جنوب مونتانا است.

## شهرهای خواهر
- بیلینگز، آلمان
- کموروف، روسیه
- کوماموتو، ژاپن
- پانجین، چین